# Lu Chunling
Lu Chunling (en chino tradicional, 陸春齡; en chino simplificado, 陆春龄; pinyin, Lù Chūnlíng; Wade-Giles, Lu Ch'un-ling; 14 de septiembre de 1921 – 22 de mayo de 2018) fue un intérprete de dizi chino.
Lu aprendió a tocar la pipa y el dizi en el vecindario, cuando era un niño. Dejó el colegio a los 15 años y trabajó como taxista de triciclo. Mientras tanto, todavía estaba aprendiendo de los famosos jugadores locales de sizhu. Continuó su trabajo de conductor de automóvil después de 1949, para el EPL. Fue muy conocido por su arte como décimo solista del Conjunto Folclórico de Shanghai (entonces Orquesta Tradicional de Shanghai) desde 1952. Comenzó a enseñar en el Conservatorio de Música de Shanghai en 1957 y se convirtió en Profesor Asociado en 1978.
Lu fue considerado como un destacado exponente de la música dizi (qudi) del sur de China, después de 1949. Junto con Ma Shenglong, Zhou Hao y Zhou Hui, formaron un cuarteto de música Jiangnan sizhu, que fue influyente entre la música china contemporánea. Sus composiciones se imcluyeron en Jinxi (今昔, Hoy y ayer) y Jiangnanchun (江南春, El sur del Yangtze en primavera). Elcorto animado The Cowboy's Flute de 1963 incluyó sus trabajos en la banda sonora.